# Julián Axat
Julián Axat (1976, La Plata) es un poeta argentino. Como poeta inició su actividad en 1992 con el grupo Los Albañiles. Ha publicado en diversas revistas nacionales y extranjeras. Su poesía ha sido traducida al francés, inglés, italiano y portugués.
En el año 2007 funda junto con Juan Aiub la Colección de poesía Los detectives salvajes, de la editorial Libros de la Talita Dorada.

## Obra poética
- Peso formidable (2003, Edit. Zama -Paradiso- ISBN 987-20985-1-4)
- Servarios  (2005, Edit. Zama -Paradiso- ISBN 987-20985-9-X)
- Medium   (2006, Edit. Paradiso- ISBN 987-9409-66-3)
- Si Hamlet duda, le daremos muerte. Antología de poesía salvaje (2010, Edit La talita Dorada-Los detectives salvajes- ISBN 978-987-24647-6-9)
- Ylumynarya (2008, Edit La talita Dorada-Los detectives salvajes- ISBN 978-987-24647-1-4)
- Neo (2012, Edit El surí porfiado- ISBN 978-987-1541-38-6)
- Musulmán o biopoética (2013, La talita Dorada-Los detectives salvajes, ISBN 978-987-1918-06-5)
- La Plata Spoon River (2014, La talita Dorada-Los detectives salvajes, ISBN 978-987-1918-09-6)
- Rimbaud en la CGT (2014, La talita Dorada-Los detectives salvajes, ISBN 978-987-1918-10-2)
- Offshore & otros poemas (2016-2017, Edit. Periférica, Valparaíso, Chile)
- Cuando las gasolineras sean ruinas románticas (2019, Edit. Prueba de galeras, ISBN 978-987-86-0448-0). (Reedición Chile, Valparaíso, Periférica, 2019)
- Perros del Cosmos (2020, Edit. En Danza -ISBN 978-987-4466-88-4) (Obra declarada de interés municipal, por el Concejo Deliberante de La Plata, Ordenanza 71824/21)
- Interestelaria. Cosmos y Ciencia ficción (2022, Edit. En Danza)
- El amor por los débiles & el instinto de asesinato (2023, Edit. Askasis/ Periféricas, Valparaíso, Chile. ISBN 978-956-9455-51-3)
- Toda poesía es hostil al anarcocapitalismo (2024, PIXEL, Argentina - Askasis, Chile)

## Libros en colaboración
- Chusma, Coti López (2016, PIXEL - ISBN 978-987-3646-10-2)

## Libros de Ensayo y Crónica
- El Hijo y el archivo, Ensayos sobre Poesía, Justicia y Derechos humanos (2021, Grupo Editorial Sur - ISBN 978-987-3895-67-8)

- Diario de un defensor de pibes chorros (2022, Punto de encuentro - ISBN 978-987-4465-88-7) (Obra declarada de interés municipal, por el Concejo Deliberante de La Plata, junio 2023)

## Participación en Antologías
- Resistencia en la tierra, Federico Díaz Granados (compilador), Ocean Sur, 2014- ISBN 978-1-925019-56-8
- Antología Federal de la Poesía- Provincia de Buenos Aires, Consejo Federal de Inversiones, 2019, ISBN 978-987-510-269-9
- Atlas de la Poesía Argentina, Eugenia Straccali- Bruno Crisorio, comps. EDULP, 2017, ISBN 978-987-4127-22-9
- La Nuova poesía Dell´América, Loretto Rafanelli (comp); Algra Editore, 2015, ISBN 8898760574
- Poesía, 24 autores platenses, Horacio Fiebelkorn (comp); Editorial La Comuna, 2019. ISBN 978-987-4447-05-0.
- Poemas de la resistencia; compilación del colectivo “Poetas Peronistas”, Edit. Clara Beter, Bs. As. 2016, ISBN 978-987-46080-4-8.
- Antología del Encuentro Nacional itinerante de Escritores; Marina Coronel (comp). Neuquén, 2011.
- Una imagen para decirlo; antología, Mónica Rosenblum comp., Paisanita Editora, Bs. As. 2022, ISBN 978-987-47624-7-4.
- Malvinas. Memorias de infancia en tiempos de guerra; Antología. Selección y prólogo a cargo de María Teresa Andruetto. Ministerio de Cultura de la Nación, CONABIP. 2022. ISBN 978-987-1696-34-5

## Entrevistas
- https://lateclaenerevista.com/entrevista-a-julian-axat-perros-del-cosmos-el-gabinete-espacial-y-la-conquista-del-aura-por-conrado-yasenza/
- https://web.archive.org/web/20140605105746/http://diagonales.infonews.com/sociedad/210342-axat--intentamos-darle-voz-a-los-que-ya-no-la-tienen.html
- https://ojs.uv.es/index.php/kamchatka/article/view/7282
- https://web.archive.org/web/20190630143648/http://www.aletheia.fahce.unlp.edu.ar/numeros/numero-16/entrevistas/entrevista-201cla-poesia-como-maquina-del-tiempo.-entrevista-a-julian-axat201d
- https://revistaruda.com/2020/10/22/julian-axat-mi-poesia-es-la-forma-de-mi-resistencia/
- https://web.archive.org/web/20150402181024/http://tiempo.infonews.com/nota/146075/luego-de-anos-en-la-justicia-creo-que-el-derecho-es-mala-literatura
- http://www.indiehoy.com/libros/rimbaud-la-cgt-julian-axat/
- https://www.agenciapacourondo.com.ar/fractura/julian-axat-los-perros-del-cosmos-toman-el-cielo-por-asalto
- https://www.agenciapacourondo.com.ar/fractura/julian-axat-la-poesia-no-viene-del-pasado-viene-del-futuro

## Videos
- https://www.youtube.com/watch?v=MB8mZmldNJk
- https://www.youtube.com/watch?v=KWLRW5tWd9s
- https://www.youtube.com/watch?v=It1WKO1o3Js
- https://www.youtube.com/watch?v=scpQ_Zd2ikE&feature=emb_logo
- https://www.youtube.com/watch?v=MUdjj7eNGbc

- https://elniniorizoma.wordpress.com/
- http://librosdelatalitadorada.blogspot.com
- https://web.archive.org/web/20110304162557/http://www.versosaparecidos.com.ar/prologo.htm

- Datos: Q5955974